# Topkapi (film)
Topkapi è un film del 1964 diretto da Jules Dassin. È ispirato al romanzo omonimo di Eric Ambler.

## Trama
L'aristocratica e sensuale avventuriera Elizabeth Lipp e il prosaico e calcolatore ladro professionista Walter Harper progettano il furto del pugnale del sultano Mehmet I dalla tesoreria del Palazzo di Topkapı, a Istanbul. Per minimizzare le possibilità di essere ricercati e incriminati, i due, che per vari motivi non hanno dossier registrati a loro nome presso le polizie internazionali, scelgono di reclutare per la missione dei dilettanti, tutti però altamente specializzati nel ruolo che dovranno svolgere nel colpo: l'esperto di elettronica Cedric Page, il forzuto Fisher e l'agile acrobata Giulio, detto "la mosca umana".
Per un ruolo secondario, ma rischioso, selezionano Arthur Simpson, uno spiantato inglese poco di buono che campa di espedienti ai danni dei turisti britannici tra Grecia e Turchia. Un incidente occorso a Fisher, però, costringe Harper e la banda ad arruolare a tempo pieno il goffo Simpson nel progetto, ignorando come egli, nel frattempo, sia stato suo malgrado costretto a diventare informatore della polizia turca, che sospetta che il variopinto gruppo di stranieri stia ordendo un complotto terroristico.

## Riconoscimenti
- Premio Oscar al miglior attore non protagonista a Peter Ustinov